# Římskokatolická farnost Rousínovec

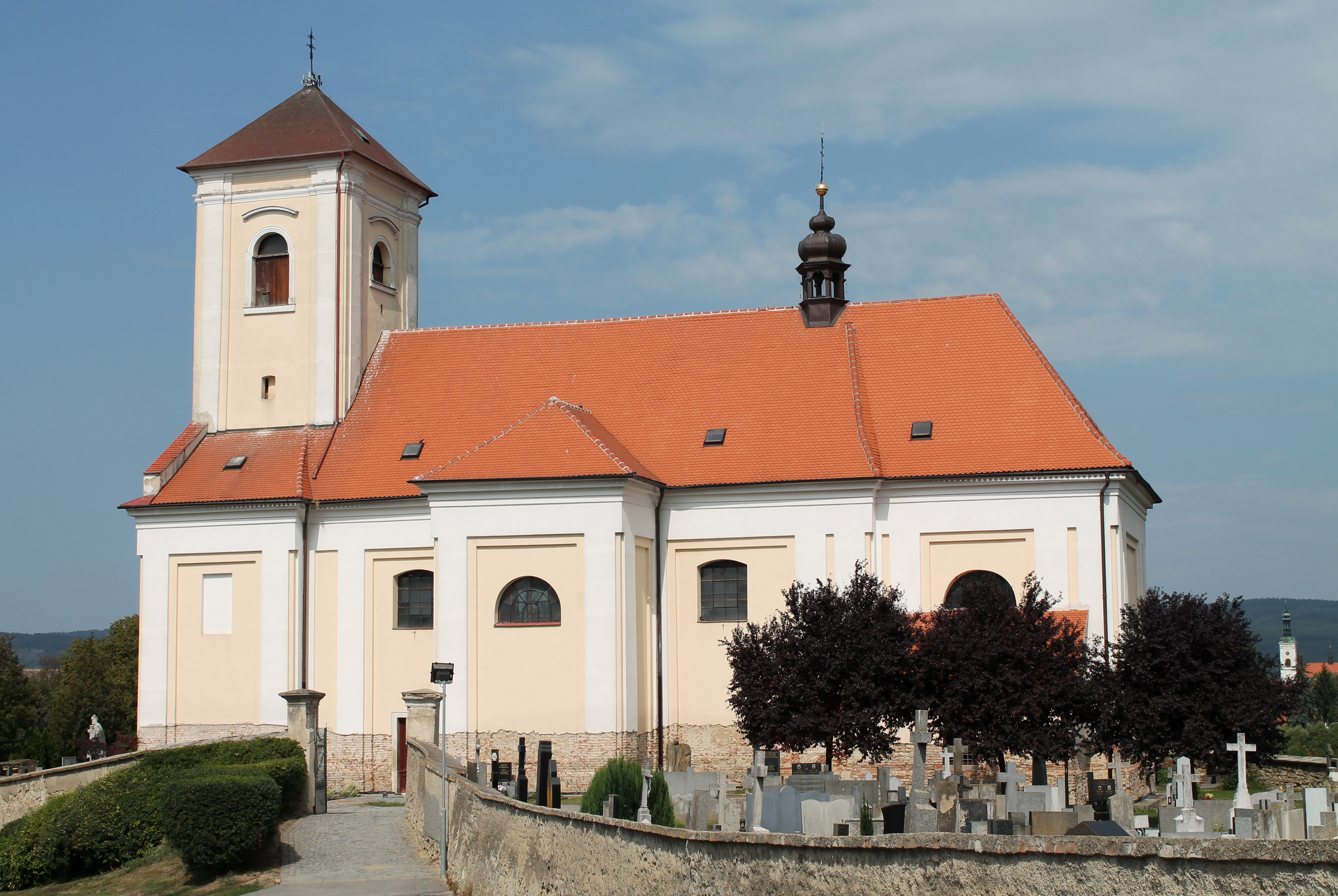
Kostel svatého Václava v Rousínovci

Římskokatolická farnost Rousínovec byla římskokatolická farnost v Česku. Jejím sídlem byla vesnice Rousínovec v okrese Vyškov s farním kostelem svatého Václava. Farnost byla součástí brněnské diecéze a roku 2006 byla zrušena sloučením do farnosti Rousínov u Vyškova.

## Historie
Ves Rousínovec (dříve Starý Rousínov) je společně s kostelem svatého Václava poprvé připomínána v roce 1331. Již tehdy byl chrám farním kostelem.
Součástí farnosti byly asi do roku 1652 Královopolské Vážany, kde následně vznikla samostatná farnost. Do farnosti ve Starém Rousínově dočasně patřil v 17. století také (Nový) Rousínov, kde byla tamní farnost obnovena v roce 1696 (vyčleněný obvod zahrnoval i Kroužek). Od roku 1999, kdy proběhla územně-správní reforma brněnské diecéze, spadala rousínovecká farnost do slavkovského děkanství. K 1. lednu 2006 byla farnost zrušena a její území, tvořené vesnicemi Rousínovec, Slavíkovice, Čechyně a Velešovice, se stalo součástí farnosti Rousínov u Vyškova.

## Kostely a kaple
- kostel svatého Václava v Rousínovci (v době existence farnosti byl farním kostelem)[6]
- kostel svaté Barbory ve Velešovicích (v době existence farnosti byl filiálním kostelem)[6]